# Bjerkås
Bjerkås est une localité de la commune d'Asker dans le comté d'Akershus, en Norvège.

## Description
Bjerkås est située dans l'Oslofjord intérieur, au nord de Slemmestad, au sud de Vollen et à l'est de Heggedal.
Sur Bjerkås, il y a des forêts calcaires sèches, des champs de broussailles, de riches roches de plage et de l'eau douce.
La zone de baignade Sjøstrand est située près du fjord au nord-est de Bjerkås.

### Réserve naturelle
Bjerkås fait partie du rift d'Oslo avec des dépôts sédimentaires du paléozoïque.
La Réserve naturelle de Bjerkås a été créée en 2008 pour la préservation de zones de type de nature rare du cambrien et de l'ordovicien.